# Lydia Pinkham
Lydia Pinkham, född 1819, död 1883, var en amerikansk affärsidkare. Hon uppfann och sålde Pinkham's Vegetable Compound, en medicin till största delen bestående av alkohol, som påstods hjälpa mot besvär i samband med menstruation och andra "kvinnoproblem". Medicinen var rent kvacksalveri, men den blev oerhört populär och hennes företag fick varaktig framgång. 